# Алпе Адрија куп
Алпе Адрија куп (енгл. Alpe Adria Cup (AAC)) регионално је кошаркашко такмичење основано 2015. године. Замишљено је да окупља клубове из алпско-јадранског региона, а у првој сезони учешће су узели представници Аустрије, Словачке, Словеније и Хрватске. Такмичење тренутно броји 11 клубова и одвија се по ФИБА правилима.

## Систем такмичења
Укупно једанаест клубова подељено је у две групе. Такмичење унутар група одвија се по двокружном бод систему. Прва два клуба из обе групе пласирају се у полуфинале.

## Клубови у сезони 2023/24.
- Беч, Беч
- Геосан Колин, Колин
- Динамо Загреб, Загреб
- Домброва Горњича, Домброва Горњича
- Дубрава, Загреб
- Илирија, Љубљана
- Капфенберг булс, Капфенберг
- Редстоун Оломоуцко, Оломоуц
- Слунета Усти на Лаби, Усти на Лаби
- Спишки ритијери, Спишка Нова Вес
- Темишвар, Темишвар

## Досадашње завршнице
| Сезона   | Финале                                           | Финале                                           | Финале                                           | Полуфиналисти                                    | Полуфиналисти                                    | Полуфиналисти                                    |
| Сезона   | Победник                                         | Резултат                                         | Финалиста                                        | Треће место                                      | Резултат                                         | Четврто место                                    |
| -------- | ------------------------------------------------ | ------------------------------------------------ | ------------------------------------------------ | ------------------------------------------------ | ------------------------------------------------ | ------------------------------------------------ |
| 2015/16. | Хелиос Домжале                                   | 66 : 63                                          | Златорог                                         | Загреб                                           | 94 : 73                                          | Прјевидза                                        |
| 2016/17. | Комарно                                          | 160 : 139 (97:72, 67:63)                         | Хелиос Домжале                                   | Златорог и Рогашка                               | Златорог и Рогашка                               | Златорог и Рогашка                               |
| 2017/18. | Златорог                                         | 89 : 79                                          | Левицки Патриоти                                 | Брно и УСК Праг                                  | Брно и УСК Праг                                  | Брно и УСК Праг                                  |
| 2018/19. | Керменд                                          | 159 : 147 (67 : 76, 92 : 71)                     | Шкрљево                                          | Гљивице и Левицки Патриоти                       | Гљивице и Левицки Патриоти                       | Гљивице и Левицки Патриоти                       |
| 2019/20. | Пардубице                                        | 185 : 176 (89 : 96, 96 : 80)                     | Дјечин                                           | Беч и Свонс Гмунден                              | Беч и Свонс Гмунден                              | Беч и Свонс Гмунден                              |
| 2020/21. | Такмичење је прекинуто због пандемије ковида 19. | Такмичење је прекинуто због пандемије ковида 19. | Такмичење је прекинуто због пандемије ковида 19. | Такмичење је прекинуто због пандемије ковида 19. | Такмичење је прекинуто због пандемије ковида 19. | Такмичење је прекинуто због пандемије ковида 19. |
| 2021/22. | Патриоти Левице                                  | 82 : 63                                          | Пардубице                                        | Беч и Спишки ритијери                            | Беч и Спишки ритијери                            | Беч и Спишки ритијери                            |
| 2022/23. | Домброва Горњича                                 | 86 : 72                                          | Беч                                              | Комарно и Спишки ритијери                        | Комарно и Спишки ритијери                        | Комарно и Спишки ритијери                        |
| 2023/24. | Домброва Горњича (2)                             | 90 : 88                                          | Темишвар                                         | Капфернберг булс и Оломоуцко                     | Капфернберг булс и Оломоуцко                     | Капфернберг булс и Оломоуцко                     |

### Успешност клубова
| Клуб             | Победник       | Финалиста |
| ---------------- | -------------- | --------- |
| Домброва Горњича | 2 (2023, 2024) | —         |
| Хелиос Домжале   | 1 (2016)       | 1 (2017)  |
| Златорог         | 1 (2018)       | 1 (2016)  |
| Пардубице        | 1 (2020)       | 1 (2022)  |
| Патриоти Левице  | 1 (2022)       | 1 (2018)  |
| Комарно          | 1 (2017)       | —         |
| Керменд          | 1 (2018)       | —         |
| Шкрљево          | —              | 1 (2019)  |
| Дјечин           | —              | 1 (2020)  |
| Беч              | —              | 1 (2023)  |
| Темишвар         | —              | 1 (2024)  |